# Sombra de la noche negra
"Sombra de la noche negra" es una canción compuesta por el músico argentino Black Amaya e interpretada por la banda Pescado Rabioso, que integra el álbum doble Pescado 2 de 1973, segundo álbum de la banda, ubicado en la posición nº 19 de la lista de los 100 mejores discos del rock argentino por la revista Rolling Stone.
Para grabar este tema, Pescado Rabioso utilizó una formación habitual: Luis Alberto Spinetta en guitarra; David Lebón en bajo; Black Amaya en batería; Carlos Cutaia órgano Hammond. Para el canto, Spinetta con coros de Lebón.

## La canción
"Sombra de la noche negra" es el décimo quinto track (Disco 2, Lado B, track 15) del álbum doble Pescado 2, el primer tema del lado B, del disco 2. Se trata de un rock pesado con "un riff oscuro", apoyado en una disonancia mi menor-re sostenido menor, con solos de guitarra eléctrica distorsionada y órgano. 
El cuadernillo del álbum define al tema diciendo que son «palabras de la eternidad de los objetos» y cuenta:

Una noche de primavera el apache Black me mostró el "rizz" de SOMBRA esa noche quedó completa la voz y los arreglos del tema.- La letra apareció tirada en un baldío de madagascar, allá donde la atmosfera es densa.
Cuadernillo del álbum

La letra trata de una mujer que canta en primera persona y que se encuentra con una sombra en la selva que le dice:

Suave suave nena
yo te quiero mostrar luces de la noche.